# 5000 dollars offerts

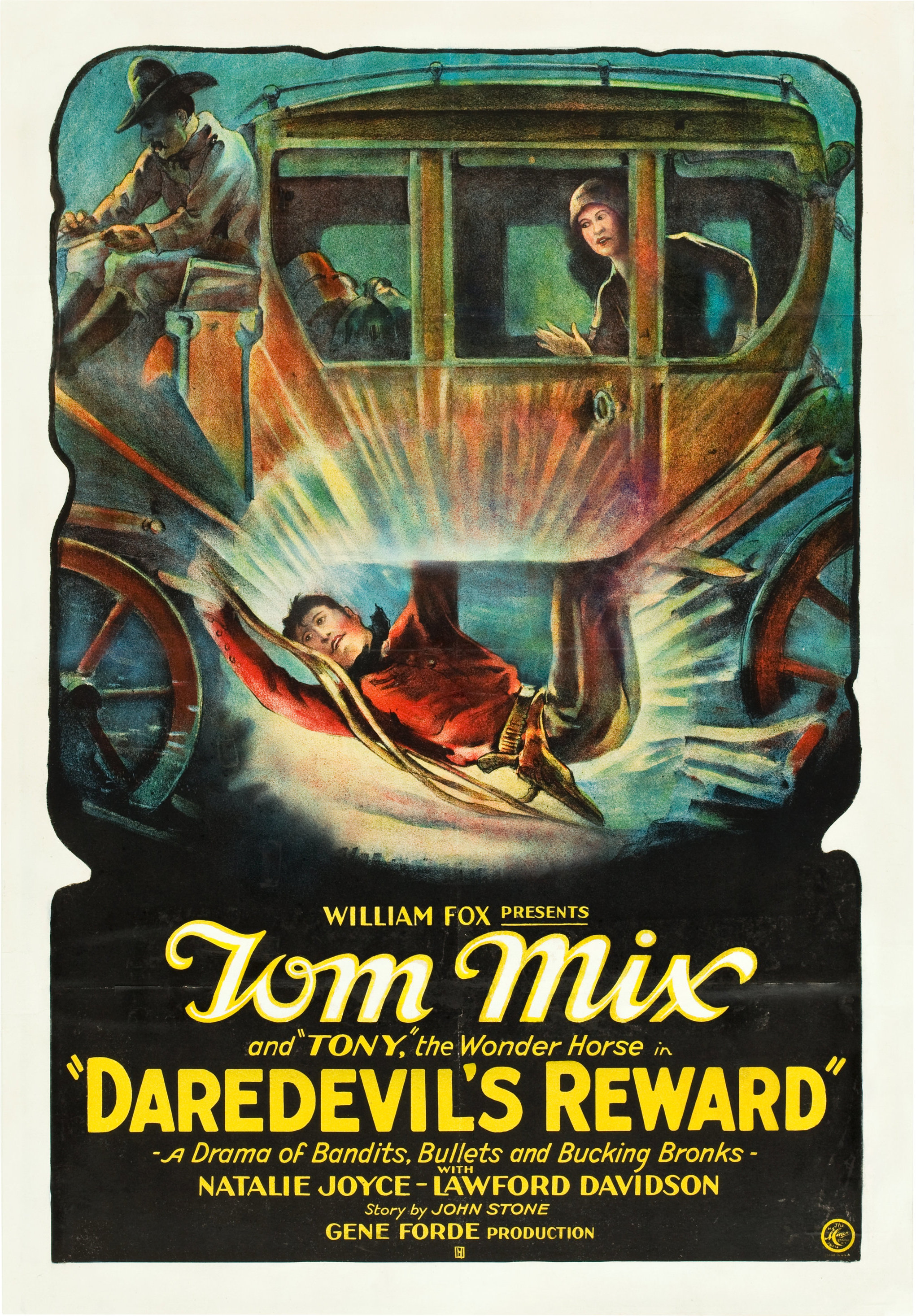
Affiche du film.

5000 dollars offerts (Daredevil's Reward) est un western américain réalisé par Eugene Forde, sorti en 1928.

## Synopsis
Le Texas Ranger Tom Hardy s'infiltre dans une bande de braqueurs de diligences. Avec l'aide de son ami Slim, Tom se déguise en guérisseur et en serveur. Il découvre finalement que les hors-la-loi sont dirigés par James Powell, l'oncle d'Ena, la jeune fille dont Tom est tombé amoureux. Après avoir abattu Powell, les hors-la-loi kidnappent Ena, mais celle-ci est secourue par Tom juste avant que sa voiture ne tombe d'une falaise.

## Fiche technique
- Titre original : Daredevil's Reward
- Réalisation : Eugene Forde
- Scénario : John Stone
- Photographie : Daniel B. Clark
- Production : Fox Film Corporation[2]
- Distributeur : Fox Film Corporation
- Genre : Drame, Western
- Date de sortie : 15 janvier 1928
- Durée : 50 minutes

## Distribution

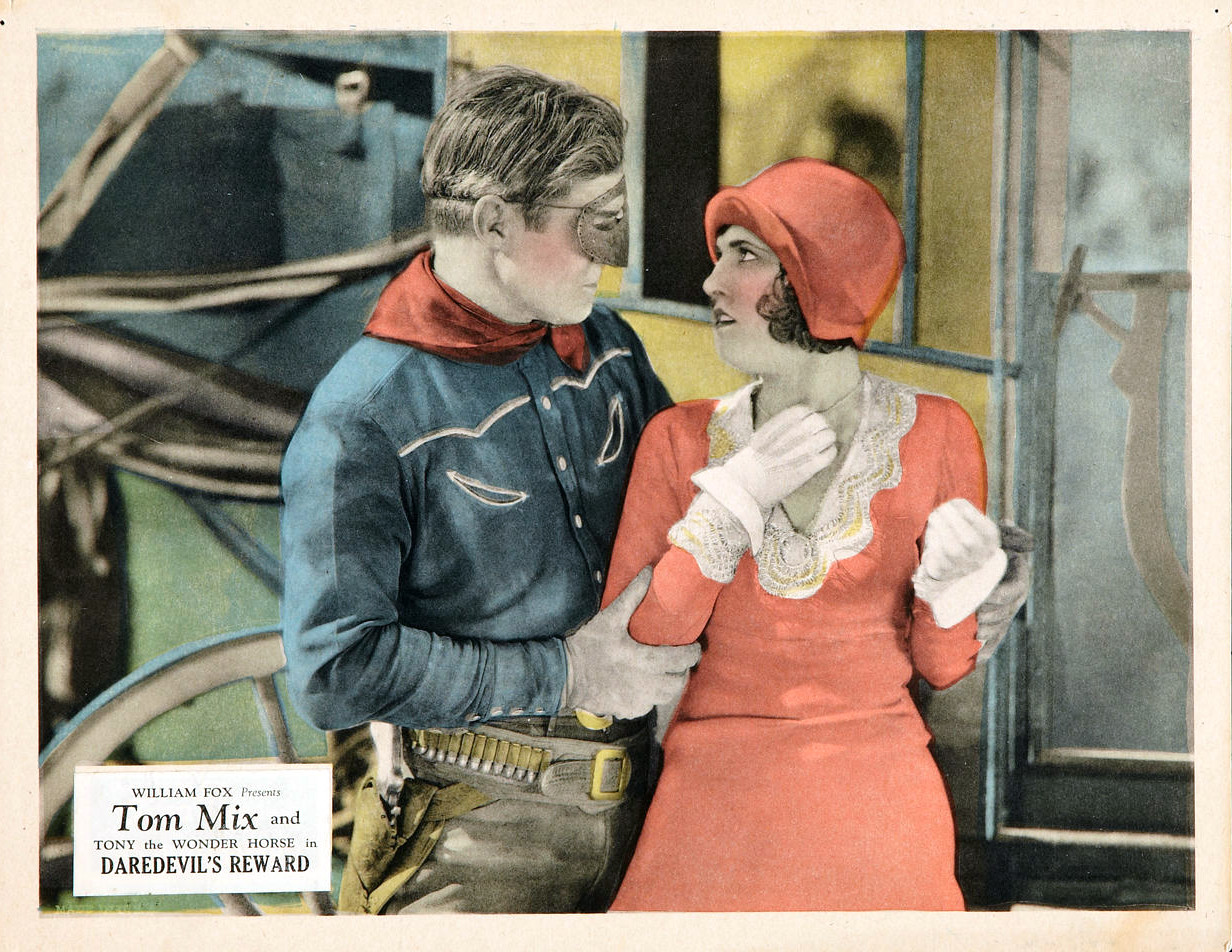
Carte promotionnelle du film.

- Tom Mix : Tom Hardy
- Natalie Joyce : Ena Powell
- Lawford Davidson : Foster
- Billy Bletcher : Slim
- Harry Cording : Second Heavy
- William Welsh : James Powell